# Monastère de Žiča
Le monastère de Žiča (en serbe cyrillique : Манастир Жича ; en latin : Manastir Žiča) est un monastère orthodoxe serbe situé au hameau de Kruševica, dans le district de Raška et sur le territoire de la ville de Kraljevo. Il dépend de l'éparchie de Žiča, dont il est le siège, et est inscrit sur la liste des monuments culturels d'importance exceptionnelle de la République de Serbie (identifiant no SK 159).
Le monastère se trouve à l’entrée des gorges de l’Ibar. 

## Histoire
Le monastère de Žiča a été fondé en 1208 par Stefan Ier Nemanjić, « le premier couronné », à l’initiative de son frère Saint Sava. En 1219, l’Église orthodoxe serbe devint autonome ; Saint Sava installa à Žiča le premier siège archiépiscopal du patriarcat autocéphale de Serbie. La construction de l’ensemble monastique fut achevée en 1230. 
Détruit à la fin du XIIIe siècle par les troupes bulgaro-mongoles du despote Shishman de Vidin, le monastère a été reconstruit par le roi Stefan Milutin au début du XIVe siècle.
La plupart des évêques et souverains serbes du Moyen Âge y furent consacrés et couronnés.

## L'église et les fresques
L’église du monastère, dédiée à l’Ascension de Notre Seigneur, est caractéristique de l’école de la Raška : elle est constituée d’une vaste nef qui se prolonge en abside sur son côté occidental. En son centre, l’édifice est surmonté d’un dôme. Construite en pierre et en brique, l’église est peinte en rouge, à l’instar des monastères du mont Athos.

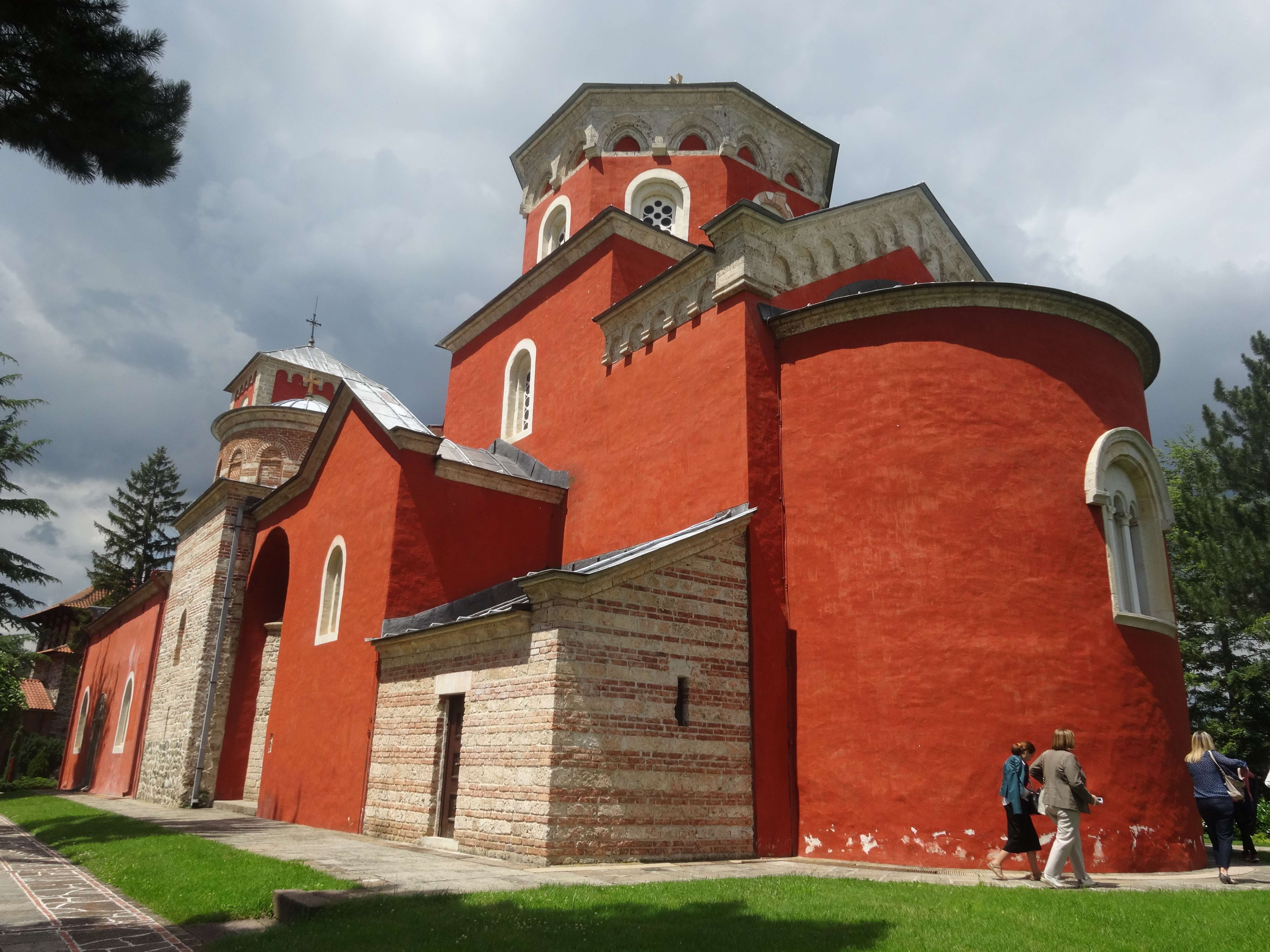
Vue de l'église

Des fresques du XIIIe siècle ne subsistent que quelques vestiges. En revanche, l’église abrite encore des peintures murales réalisées entre 1309 et 1316. On peut y voir, notamment les portraits du roi Stefan et de son fils Radoslav. Une très belle Dormition de la Mère de Dieu et une très belle crucifixion sont également représentées. 

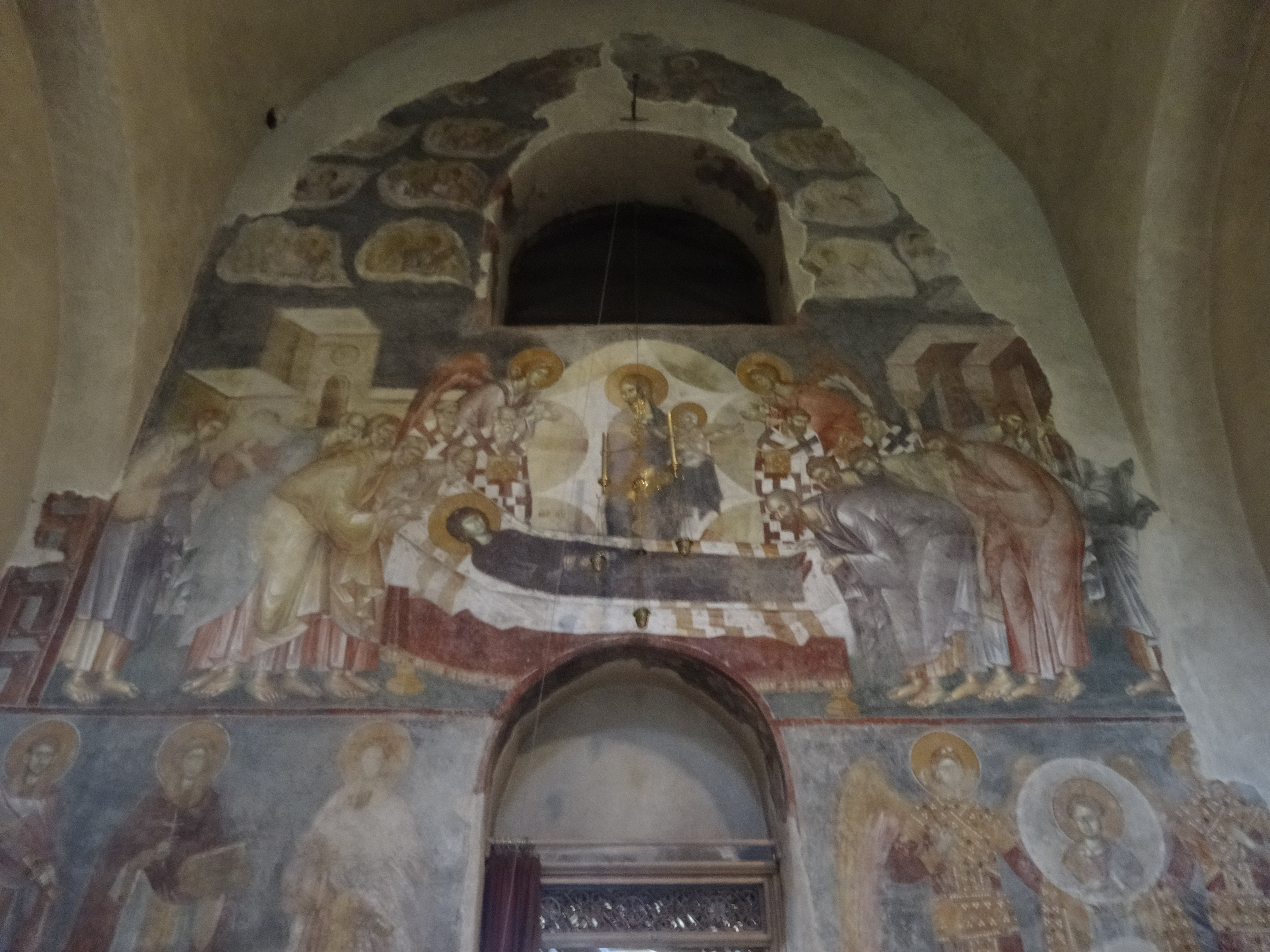
Fresque de la Dormition de la Mère de Dieu